# Reijo Haaparanta
Reijo Tapani Haaparanta (ur. 25 sierpnia 1958 w Kauhajoki) – fiński zapaśnik walczący przeważnie w stylu klasycznym. Olimpijczyk z Moskwy 1980, gdzie zajął piąte miejsce w kategorii 48 kg.
Czwarty na mistrzostwach Europy w 1981. Zdobył jedenaście medali na mistrzostwach nordyckich w latach 1975–1988.